# Saint-Antoine-de-Ficalba

Saint-Antoine-de-Ficalba este o comună în departamentul Lot-et-Garonne din sud-vestul Franței. În 2009 avea o populație de 659 de locuitori.

## Evoluția populației
| An        | 1975 | 1982 | 1990 | 1999 | 2006 | 2009 |
| --------- | ---- | ---- | ---- | ---- | ---- | ---- |
| Populație | 411  | 527  | 534  | 557  | 622  | 659  |